# Otón (Iloílo)
Otón es el nombre oficial de un municipio (tagalo: bayan; cebuano: lungsod; ilongo: banwa; ilocano: ili; a veces munisipyo en tagalo, cebuano e ilongo y munisipio en ilocano)  de primera categoría  perteneciente a la provincia  de Iloilo  en Bisayas occidentales (Región VI).
Según el censo de 2007, tiene 77,621 habitantes. Es una de las localidades que componen al Gran Iloílo-Guimarás.

## Barrios
El municipio de Otón se divide, a los efectos administrativos, en 37 barangayes o barrios, conforme a la siguiente relación:
| - Abilay, Norte y Sur - Alegre - Batuan, Ilaud e Ilaya - Bita, Norte y Sur - Botong - Buray - Cabanbanán | - Caboloan, Norte y Sur - Cadinglián - Cagbang - Calamisán - Galang - Lambuyao - Mambog | - Pakiad - Población (4 barrios) - Pulo Maestra Vita - Rizal - Salngán - Sambaludán - San Antonio | - San Nicolás - Santa Clara - Santa Mónica - Santa Rita - Tagbac, Norte y Sur - Trapiche - Tuburán - Turog-Turog |

## Historia

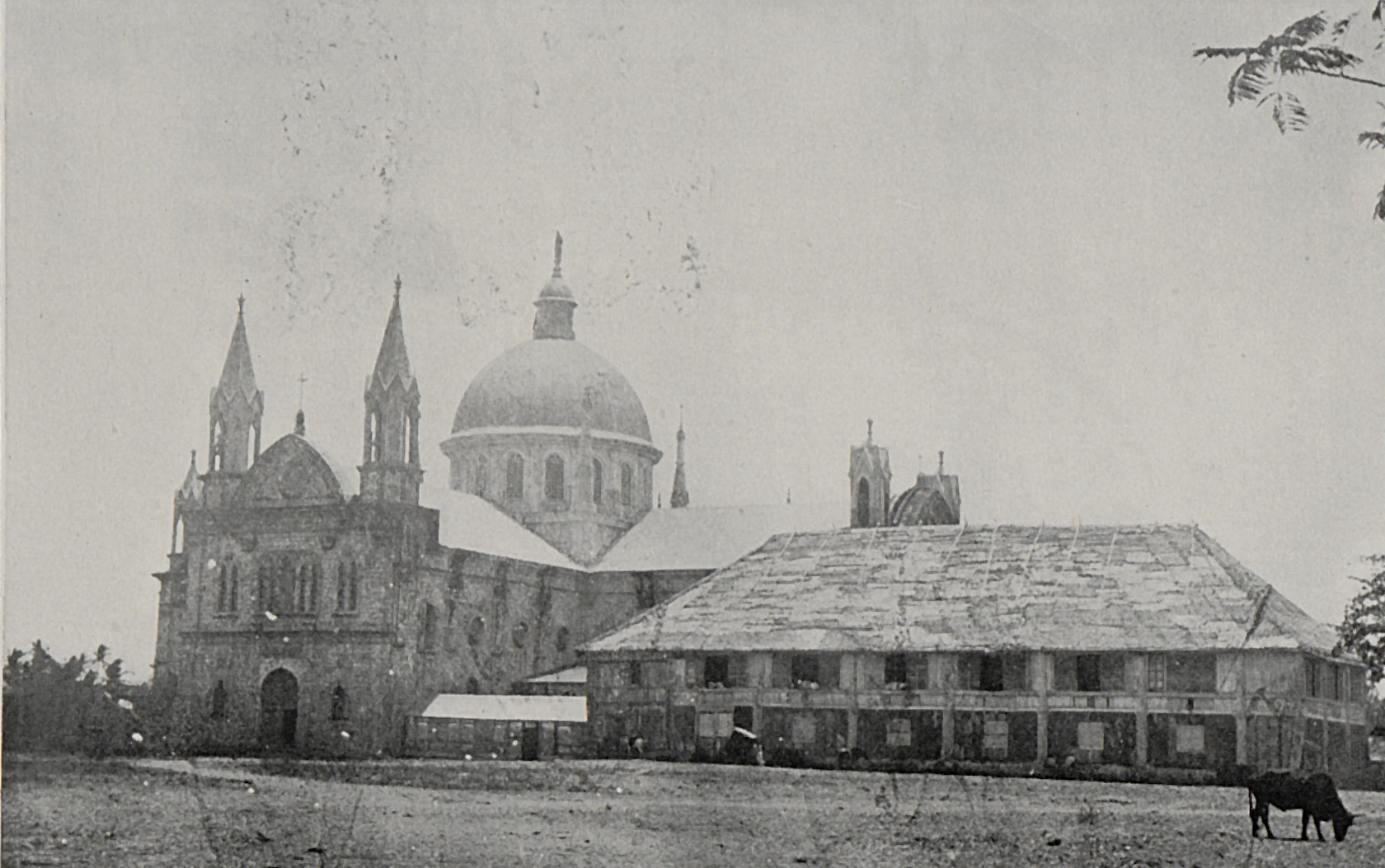
Antigua catedral en 1901, destruida en 1948 por un terremoto.

El Municipio de Otón se organizó en 1572 durante la administración de Miguel López de Legazpi,  conquistador de las Islas Filipinas y fundador de la ciudad de Manila. Cuando los españoles llegaron a la ciudad preguntaron a los nativos cuál era el nombre del lugar. Pero los nativos  como pensaban que les  estaban pidiendo la hora del día, respondieron "ugtong adlaw" significa el mediodía. Como no podían pronunciar las sílabas "ng" el lugar se llamó OTON.
Los límites se determinaron a través de un método único, bastante interesante. Los concejales de la ciudad caminaron hacia  otra localidad vecina desde diferentes puntos de partida acordados. Así, por ejemplo, cuando se establecieron los límites con San Miguel  los concejales de cada municipio comenzaron a caminar al mismo tiempo desde sus puntos de partida designados.
Se decía que el edil de San Miguel se encontró con algunos amigos que beben la tuba y se unió a ellos, acabando ebrio permaneciendo dormido.
Cuando  se despertó, reanudó su viaje reuniéndose con el oponente en el arroyo situado  a escasos metros de la localidad de San Miguel, donde entonces se establecieron los límites entre los términos de ambas ciudades.
El primer intento de contrarrestar la creciente influencia del catolicismo data de 1603 cuando Tapar,  estableció una nueva iglesia que incorpora una forma modificada de los principios cristianos.

## Festival
Este municipio, el más antiguo de Panay, celebra anualmente  su Festival Katagman durante la primera semana de mayo.
Las representaciones  del teatro de danza están inspiradas en los periodos históricos mostrando los enfrentamientos con los piratas musulmanes, las autoridades españolas y las sectas antirreligiosas.
Se trata de un  viaje histórico, que nos recuerda la dura realidad de que los Ogtonganons enfrentados en el pasado. Las presentaciones utilizan los movimientos simbólicos, patrones y un lenguaje corporal para contar su historia.
El icono de la fiesta es la máscara mortuoria de oro incluido entre los 15 descubrimientos más destacados de la historia de Filipinas. La máscara fue descubierta en la década de 1960 por Alfredo Evangelista y F. Landa Jocano en un enterramiento del barrio de San Antonio.
Sirvió como un amuleto contra los malos espíritus y se utilizó para cubrir la cara de los muertos, una antigua práctica  de enterramiento propia del sur de China. Data de finales del siglo XIV o principios del XV.